# Rhabditis bengalensis
Rhabditis bengalensis is een rondwormensoort uit de familie van de Rhabditidae. De wetenschappelijke naam van de soort is voor het eerst geldig gepubliceerd in 1956 door Timm.